# Joumocetus
Joumocetus es un género extinto de cetáceo misticeto hallado en Japón, que existió durante el Mioceno superior. La especie tipo es Joumocetus shimizui. Sus restos fósiles, un espécimen holotipo (GMNH-PV-240) consistente en un cráneo casi completo con partes de las mandíbulas y algunas vértebras cervicales y torácicas, se encontraron en un terreno de la formación Haraichi en la prefectura de Gunma (Japón), que data del Serravalliense. 